# Werthensteinbrücke
Die Werthensteinbrücke ist eine historische gedeckte Holzbrücke über die Kleine Emme im Schweizer Kanton Luzern. Die Brücke liegt auf dem Gebiet der Gemeinden Ruswil an der linken und Werthenstein an der rechten Flussseite.

## Konstruktion
Die Brücke besitzt überlagerte doppelte Hängewerke und steht auf einem Mittelpfeiler aus Granit- und Sandsteinquadern. Das abgewalmte Dach ist mit Ziegeln gedeckt.
Renovationen fanden 1797 und 1828 statt. Anlässlich der jüngsten Sanierung von 1983 konnte die Tragkraft verbessert und auf der Oberwasserseite ein seitlicher Fussgängersteg angehängt werden.

## Erhaltenswertes Objekt
Seit 1966 steht das imposante Bauwerk unter Denkmalschutz (Kulturgut von regionaler Bedeutung).
Beide Krüppelwalme sind mit Kupferschäften, vergoldeten Kugeln und der Luzerner Fahne geschmückt.

## Nutzung
Über die Brücke rollte einst der Verkehr von Luzern nach Huttwil und Bern.
Seit dem Bau der Strasse auf dem linken Ufer dient der Übergang nur noch lokalem Verkehr und Fussgängern.

## Galerie

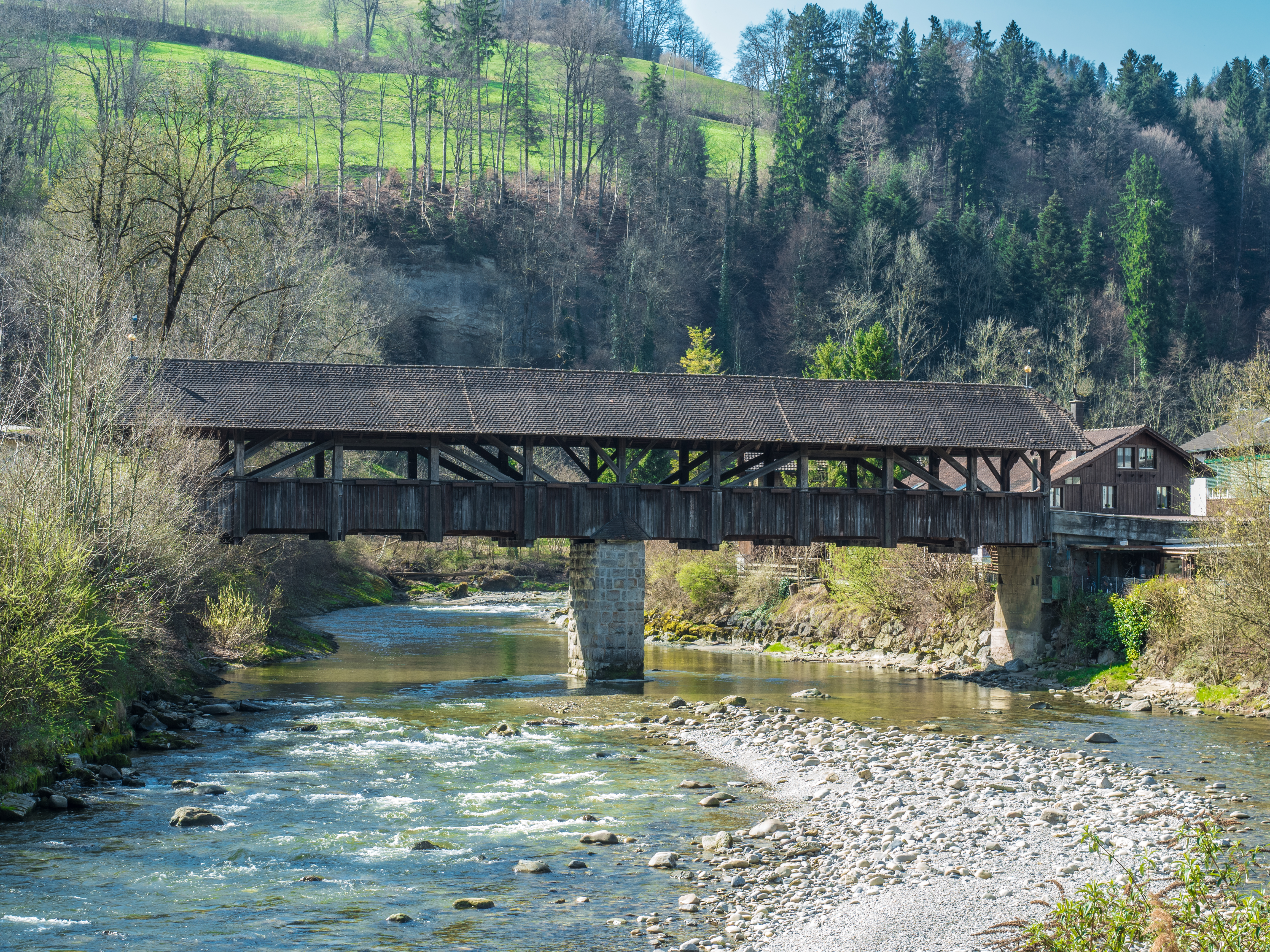
Unterwasserseitige Seitenansicht
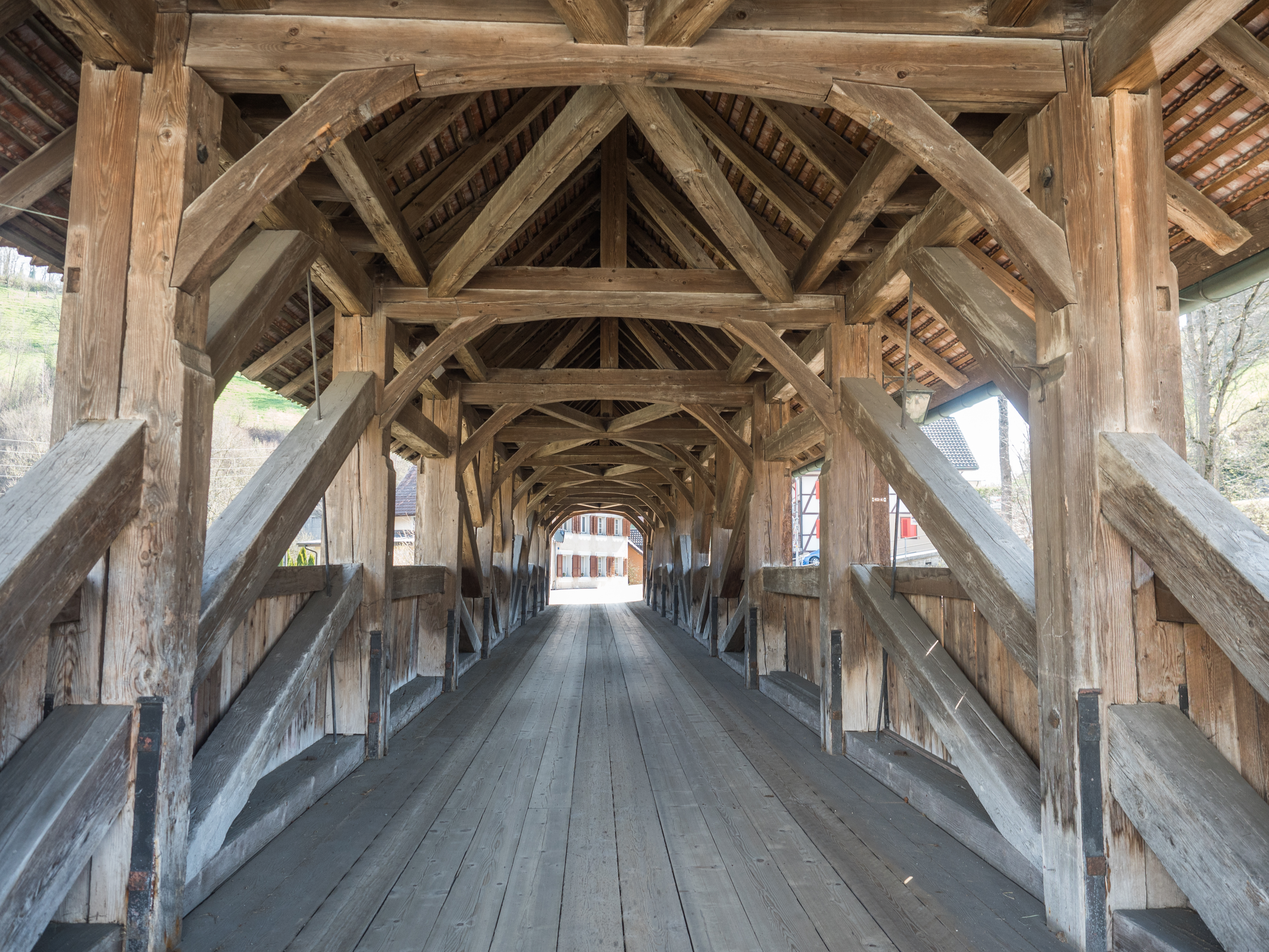
Innenansicht
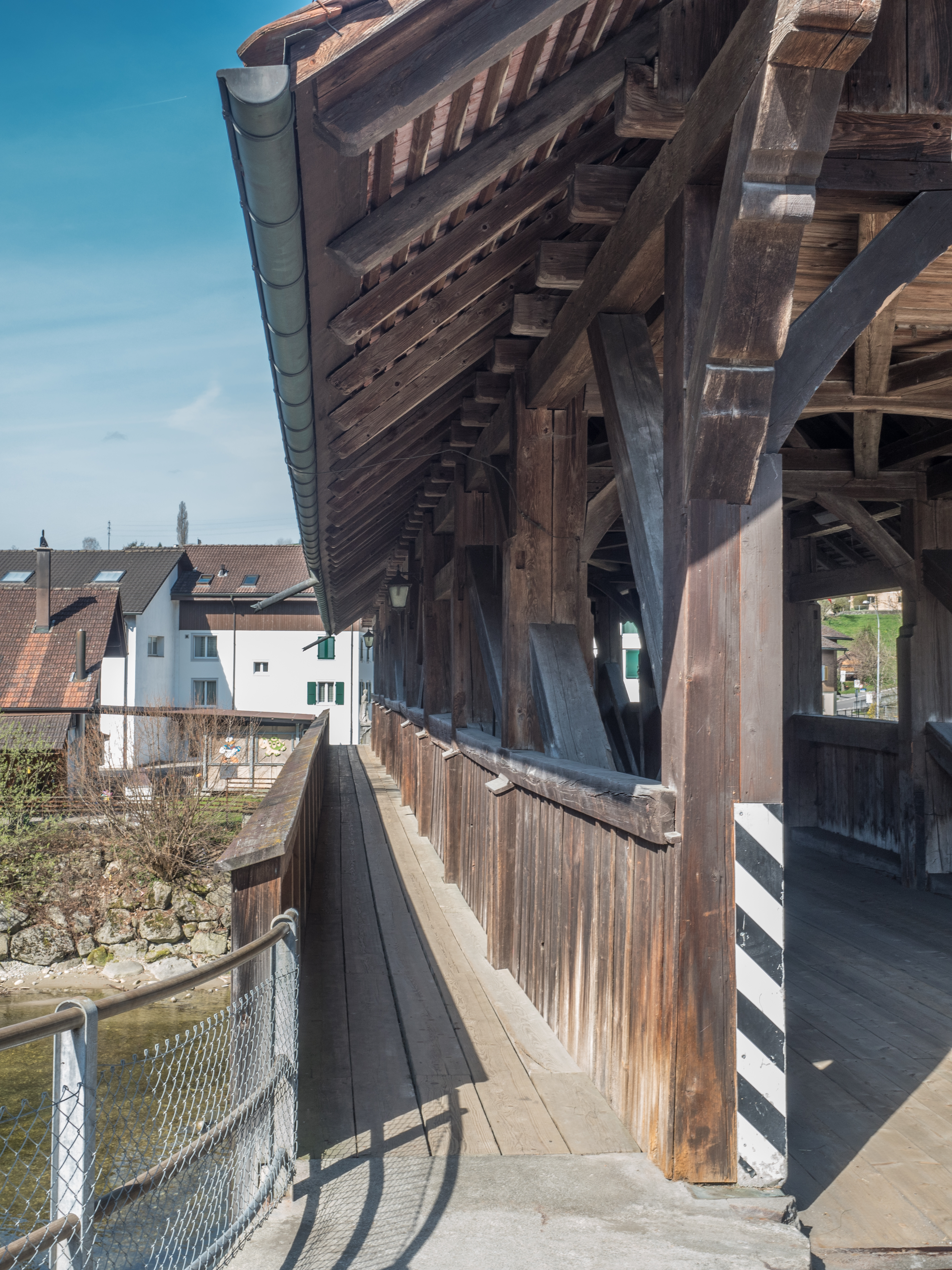
Südseitiger Fusssteg, 1983 hinzugefügt
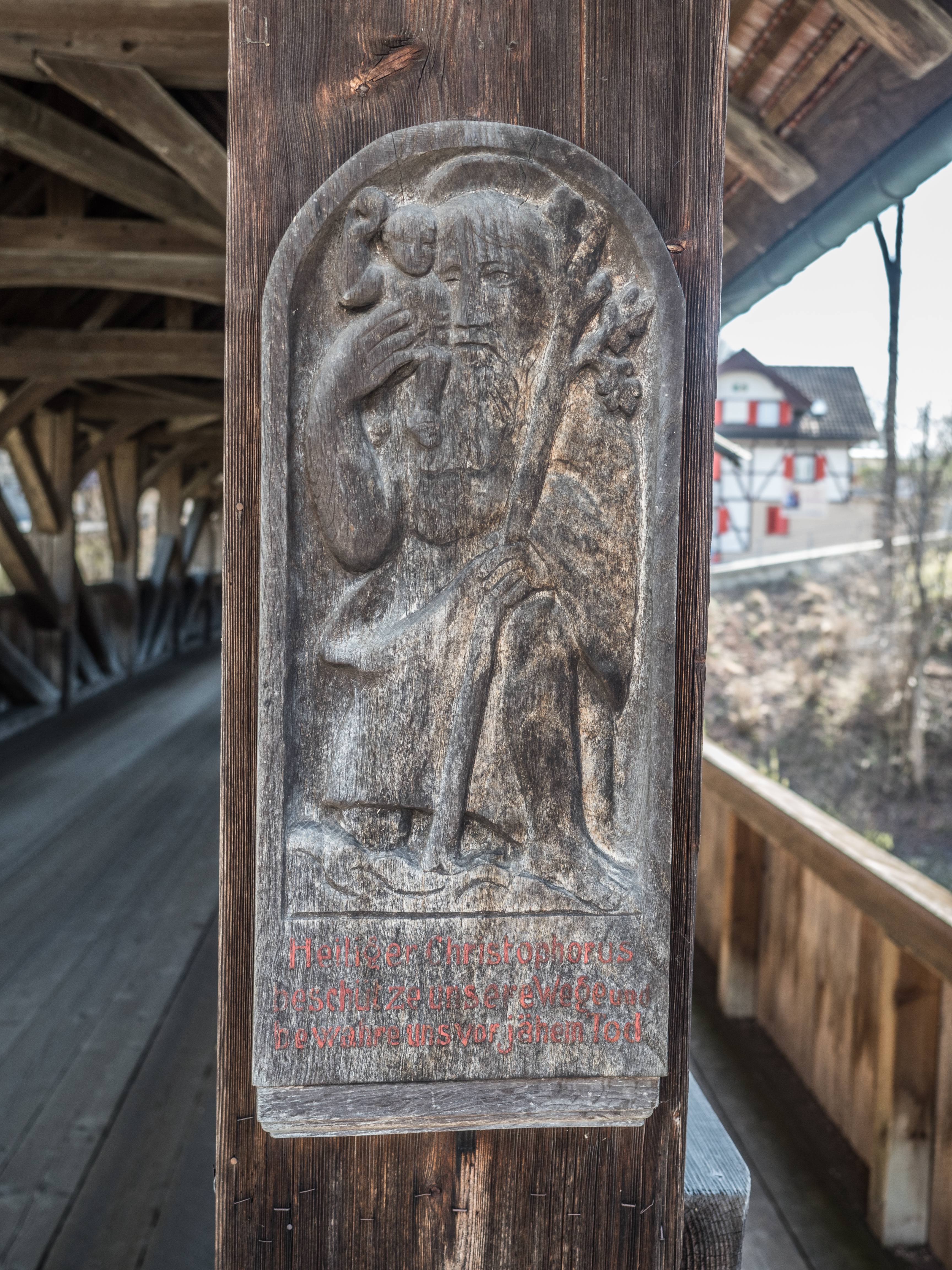
Geschnitzte Holztafel des Schutzheiligen Christophorus
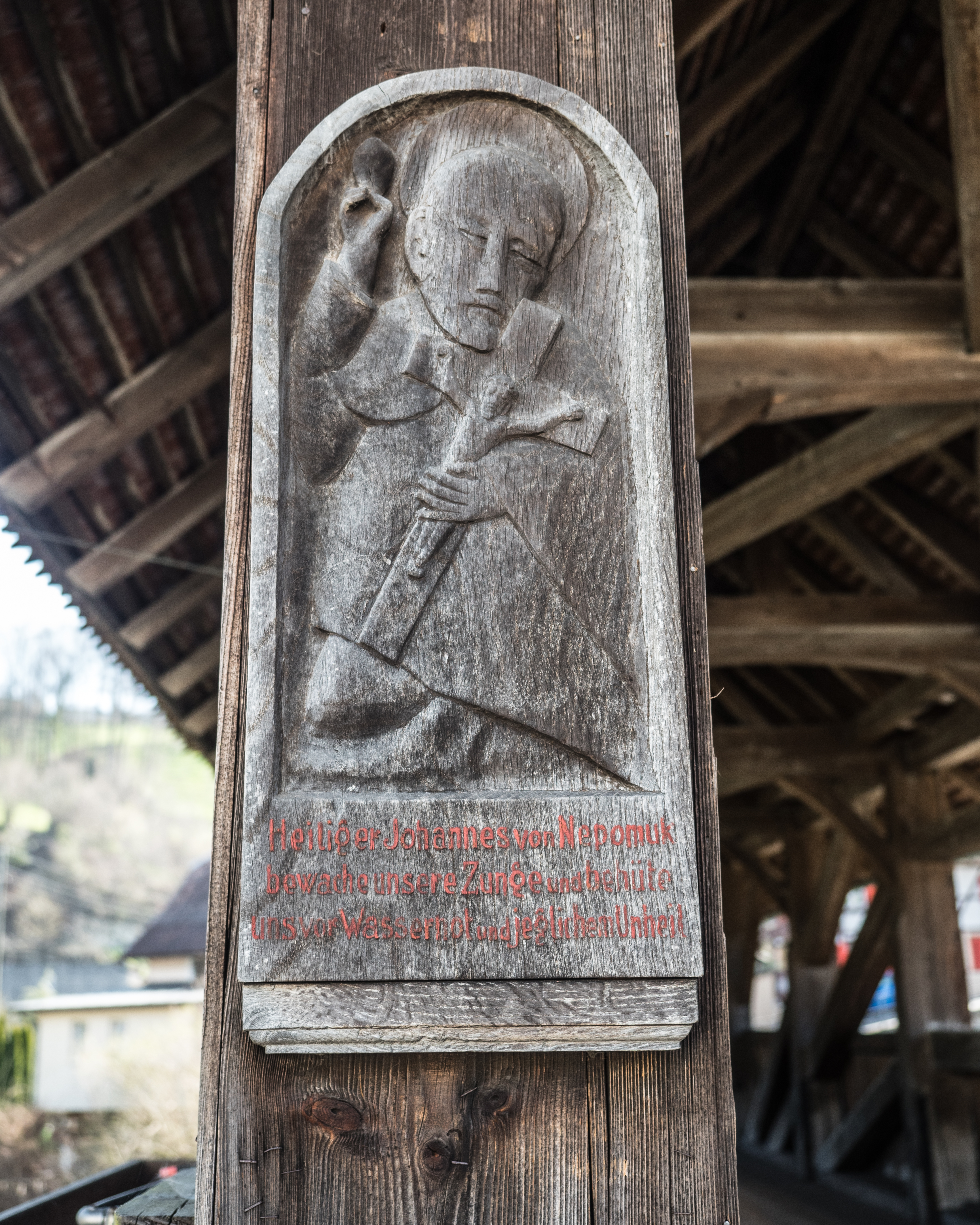
Geschnitzte Holztafel des Brückenheiligen Nepomuk